# رود آسپا
رود آسپا (انگلیسی: Aspa) یک رودخانه در سرزمین پرم کشور روسیه است.